# Temple d'Hathor
|  | Per a altres significats, vegeu «Temple d'Hathor de Denderah». |

El temple d'Hathor és un temple de l'època ptolemaica, construït a la zona de necròpolis de l'oest de Luxor, probablement sobre un altre temple de l'època de Ramsès III. Fou construït per ordre de Ptolemeu IV Filopàtor i hi van col·laborar també Ptolemeu VI i Ptolemeu VIII. La part de la dreta és dedicada a Amon, Ra i Osiris, i la de l'esquerra a Ammon, Sokar, Osiris; la part central és dedicada a Hathor. Al segle iv fou un monestir copte i va donar nom a Deir al-Madinah (monestir de la ciutat). A poca distància cap a l'est hi ha una capella dedicada a Hathor construïda per Seti I, i el Gran temple d'Amon dedicat a Amon-Mut-Khonsu, construït per Ramsès II.